# Braza (unidad)

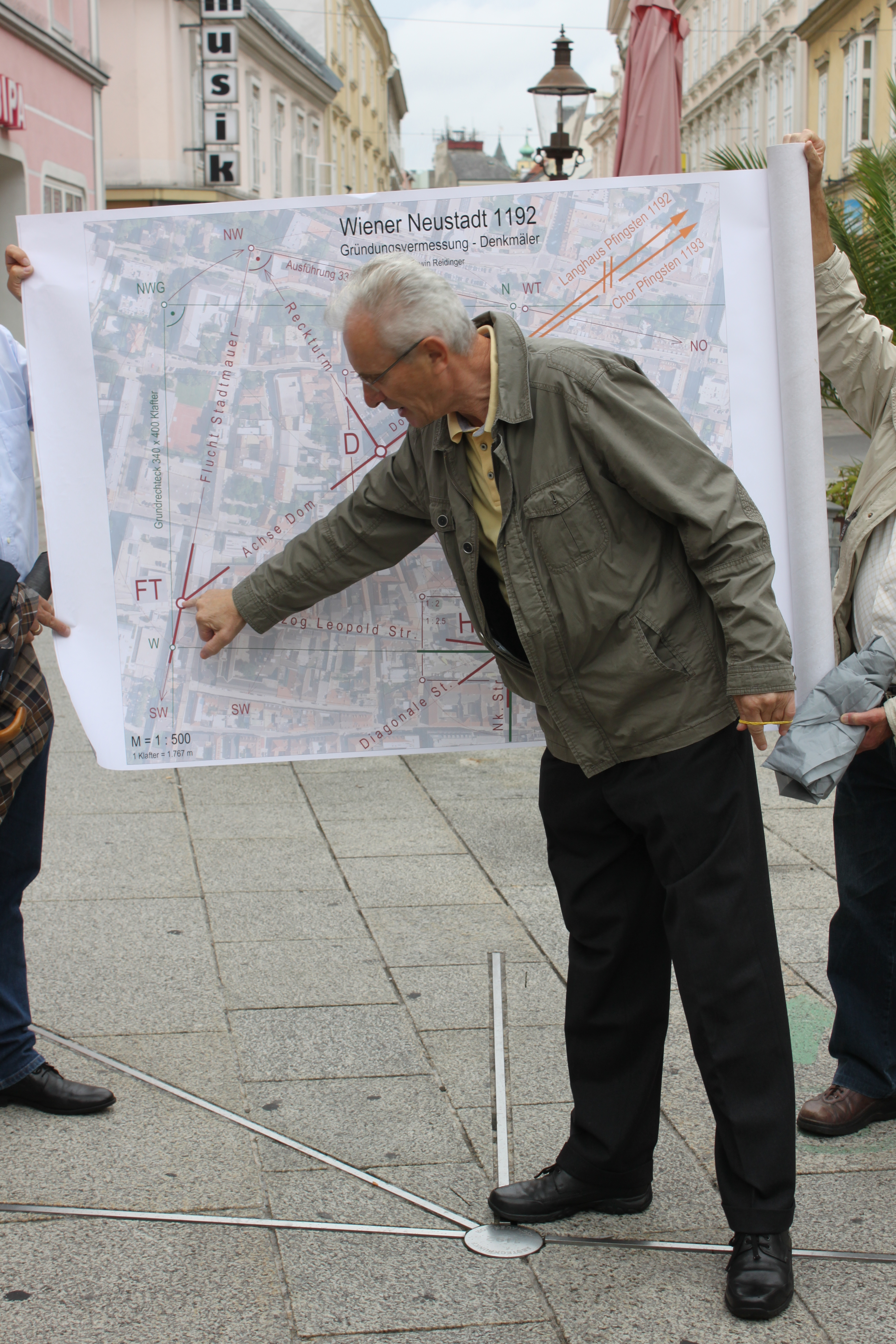
Erwin Reidinger explica el levantamiento topográfico fundacional de la ciudad de Wiener Neustadt del año 1192. Los indicadores de dirección en el suelo tienen la longitud de la antigua unidad de medida: 1 braza (1°) = 1,767 metros.

Una braza es una unidad de longitud náutica, usada generalmente para medir la profundidad del agua. Se llama braza porque equivale a la longitud de un par de brazos extendidos, aproximadamente dos metros, o 6 pies en el sistema de medición estadounidense. Actualmente es considerada arcaica e imprecisa.
En diferentes países la braza tiene valores distintos:
1. Una braza española vale 1,6718 metros.
2. Una braza inglesa, llamada fathom en inglés, equivale a 1,8288 metros o 2 yardas (6 pies).